# Chung kết Cúp FA 1872
Chung kết Cúp FA 1872 là trận chung kết cúp FA mùa bóng đầu tiên, 1871-72. Trận đấu là cuộc đọ sức giữa Wanderers và Royal Engineers trên sân Kennington Oval ở thủ đô London, Anh vào ngày 16 tháng 3 năm 1872. Trận đấu kết thúc với tỷ số 1-0, phần thắng nghiêng về Wanderers. Bàn thắng duy nhất của trận đấu được thực hiện bởi Morton Betts ở phút thứ 15.

## Kết quả
| Wanderers | 1–0      | Royal Engineers |
| --------- | -------- | --------------- |
| Betts 15' | Chi tiết |                 |

| Wanderers | Royal Engineers |

| Wanderers: |  |                          |
|            |  |                          |
| TM         |  | Reginald Courtenay Welch |
| HV         |  | Edgar Lubbock            |
| HV         |  | Albert Thompson          |
| TĐ         |  | C. W. Alcock             |
| TĐ         |  | Edward Bowen             |
| TĐ         |  | Alexander Bonsor         |
| TĐ         |  | Morton Betts             |
| TĐ         |  | William Crake            |
| TĐ         |  | Thomas Hooman            |
| TĐ         |  | Robert Vidal             |
| TĐ         |  | Charles Wollaston        |

| Royal Engineers: |  |                      |
|                  |  |                      |
| TM               |  | William Merriman     |
| HV               |  | Francis Marindin     |
| HV               |  | George Addison       |
| HV               |  | Alfred Goodwyn       |
| TĐ               |  | Hugh Mitchell        |
| TĐ               |  | Edmund Creswell      |
| TĐ               |  | Henry Renny-Tailyour |
| TĐ               |  | Henry Rich           |
| TĐ               |  | Herbert Muirhead     |
| TĐ               |  | Edmond Cotter        |
| TĐ               |  | Adam Bogle           |

| Trợ lý trọng tài: JH Giffard K Kirkpatrick |